# 莫代尔河畔什韦古斯
莫代尔河畔什韦古斯（法語：Schweighouse-sur-Moder，法語發音：[ʃvaiɡuz syʁ mɔdɛʁ]）是法国下莱茵省的一个市镇，位于阿格诺市区西部，属于阿格诺-维桑堡区和阿格诺城市公共社区。

## 地理
莫代尔河畔什韦古斯（48°49'9"N, 7°43'41"E）面积9.91 平方千米，位于法国大東部大區下莱茵省，该省份为法国大陆部分最东部的省份，是阿尔萨斯的一部分，今与上莱茵省组成了阿尔萨斯欧洲集体，其南至上莱茵省，西南接孚日省和默尔特-摩泽尔省，西接摩泽尔省，北与德国接壤，东侧沿莱茵河与德国相望。
与莫代尔河畔什韦古斯接壤的市镇（或旧市镇、城区）包括：巴岑多夫、道恩多夫、阿格诺、奥隆根、于尔维莱、万泰尔苏斯。
莫代尔河畔什韦古斯的时区为UTC+01:00、UTC+02:00（夏令时）。

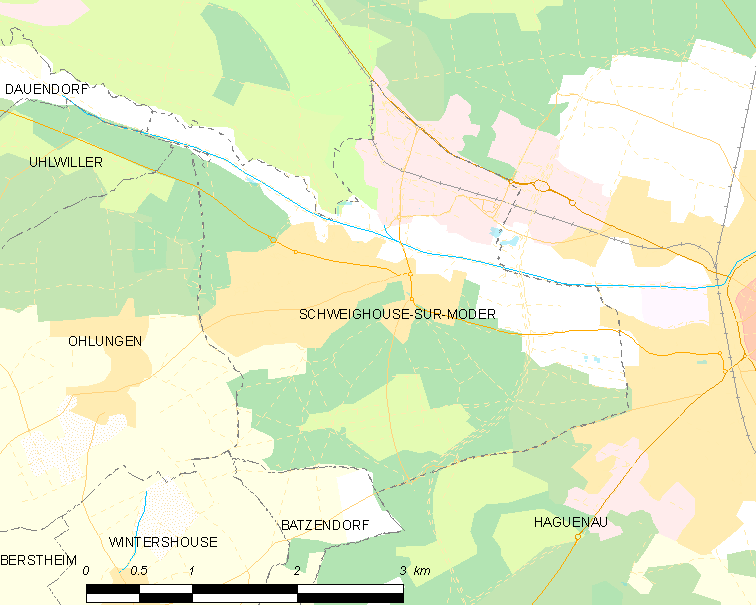
莫代尔河畔什韦古斯的OSM定位图

## 行政
莫代尔河畔什韦古斯的邮政编码为67590，INSEE市镇编码为67458。

## 政治
莫代尔河畔什韦古斯所属的省级选区为阿格诺县。

## 交通
下莱茵省省道D85线、D160线、D241线、D919线等经过境内。阿格诺城市公共交通系统的公交1路也经过莫代尔河畔什韦古斯。
莫代尔河畔什韦古斯站开行前往阿格诺和斯特拉斯堡方向的列车。

## 人口

1962-2008年间莫代尔河畔什韦古斯人口变化图示

莫代尔河畔什韦古斯于2022年1月1日时的人口数量为5116人。